# Thae Yong-ho
Thae Yong-ho (ur. 1961) – północnokoreański dyplomata, polityk, były oficer korpusu dyplomatycznego Korei Północnej.
Jest synem czterogwiazdkowego generała północnokoreańskiego Thae Yong-chola. Mieszkając w Danii odpowiadał za niektóre nielegalne transakcje finansowe na obszarze Europy. Następnie pracował w ambasadzie Korei Północnej w Londynie jako zagraniczny łącznik partyjny Partii Pracy Korei. W sierpniu 2016 roku wraz z rodziną uciekł z placówki Wielkiej Brytanii. 15 kwietnia 2020 roku został wybrany do Zgromadzenia Narodowego Korei Południowej jako członek Zjednoczonej Partii Przyszłości. W mediach krytykuje politykę Kim Dzong Una.
Mieszka w Seulu wraz z rodziną.